# Louis de Vanens
Louis de Vanens, född 1647, död december 1691, var en fransk alkemist. Han var en av de åtalade i den berömda Giftmordsaffären. Vanens kontakt med Magdelaine de La Grange bidrog till att polisen misstänkte att ett nätverk av giftmördare existerade i Paris, vilket ledde till Giftmordsaffären.

## Biografi
Vanens var från Arles, tillhörde en välbärgad familj och kallade sig själv Chevalier de Vanens. Han arresterades den 5 december 1677. Han hade gripits på order av Louvois sedan han hade förklarat sig kunna göra guld och därefter setts med en banksedel på 200.000 livres. 

### Arrestering
Tillsammans med honom greps hans betjänt Chaboissiere och bankiren Pierre Cadelan, som ska ha skrivit ut banksedeln. Cadelan uppgav att han hade finansierat Vanens experiment att skapa guld på kemisk väg. Chaboissiere uppgav i april 1678 att han hade uppgifter som kunde rädda livet på många i utbyte mot immunitet. Efter detta arresterades även kemisten Dalmas och hans partner Louise Duscoulcye, och Chaboissieres flickvän Catherine Leroy. Leroy uppgav att Chaboissiere blandade pulver åt Cadelan, som sålde dem vidare utomlands. Det ledde till att Vanens och Chaboissiere misstänktes för att blanda gift som såldes på den internationella marknaden för mord på makthavare. 
Leroy uppgav att de sålde giftmord på beställning, och att de hade mördat en rad människor, bland annat en före detta hyresvärdinna och fem personer i hennes hushåll 1676 - själv hade Leroy mördat två kvinnor och Louise Duscoulcye en på uppmaning av Dalmas. Chaboissiere hade besökt Magdelaine de La Granges medbrottsling Nail i fängelset, vilket länkade Vanens och Grange, något som bidrog till att övertyga polisen om att det existerade ett nätverk av giftmördare i Paris: Grange uppgav dock aldrig att hon kände Vanens. 

### Förbindelsen med paret Bachimont
Den 17 maj 1678 arresterades det adliga paret Robert och Marie de Bachimont i Lyon på grund av sin kontakt med Vanens. Marie de Bachimont hade tidigare varit misstänkt för falskmynteri, och hennes förste make, svägerska och svärmor hade alla dött under misstänkta omständigheter. Robert de Bachimont förklarade att paret, som var intresserade av alkemi, hade lärt känna Vanens i Paris år 1674, där de bevittnat hur han förvandlade metall till guld. Marie beskrev hur han hade gjort detta. Paret hade spenderat 10.000 livres på Vanens. Vanens hade hävdat att han hade lärt sig att göra guld av munken Francois Galaup de Chasteuil, som tack för att han hade hjälpt denne att fly undan ett dödsstraff för mord på sin älskarinna. 
Chasteuil hade dock undanhållit vissa av beståndsdelarna i en viss olja bland ingredienserna, och i juni 1675 hade Vanens och paret Bachimont besökt Chasteuil i Turin, där Vanens dock träffade honom ensam. Paret hade sedan rest till Lyon, medan Vanens hade fortsatt till Paris och där försvunnit. De hade tagit kontakt med Chasteuil, som meddelat dem att han inte hade hört talas om Vanens olja. Paret hade dock ändå återvänt till Turin för att träffa Chasteuil, och de hade sedan skuldsatt sig med gagnlösa experiment innan de återvände till Lyon, där de var tvungna att bosätta sig i klostret Ainye Abbey av ekonomiska skäl. 
Polisen misstänkte att Vanens och paret Bachimont i själva verket hade utfört ett beställningsmord på hertigen av Savojen under sitt första besök i Turin. Hertig Karl Emanuel II av Savojen hade dött två dagar efter deras avresa. Frankrike hade sedan officiellt underrättats om hans död av greve de Saint Maurice, som var älskare till hertigens änka Maria Johanna av Savojen, som nu var Savojens nya regent; och Saint Maurice hade dessutom besökt Vanens betjänt Chaubossiere under sitt besök i Paris. Bachimonts betjänt Nicholas d'Hostel uppgav också att han hade hört Bachimont tala om hertigens död med Vanens, som hade sagt att hertigen hade blivit påklädd en förgiftad skjorta.

### Efterspel
Vanens satt fängslad i Bastiljen i flera år under misstanken att han var inblandad i en internationell gifthandel, men även om han kände många av de inblandade i Giftmordsaffären, uppkom aldrig några konkreta bevis mot honom. I september 1679 kontaktade han Louvois och uppgav att han kunde avslöja hemligheten med Filosofens sten för kungen om han blev fri. 23 juni 1680 uppgav Adam Lesage att Vanens, paret Bachimont och Cadelan hade varit inblandade i en konspiration med okänt mål med en pirat vid namn Baux och en Dr. Rabel.
Våren 1682 överfördes han till Vincennes, och i april ställdes han inför rätta. Han beskrivs då som i mycket dåligt psykiskt skick, möjligen mentalt sjuk. Han anklagades för att ha framställt pulver som kunde förlänga kärleksaffärer, påverka äktenskap, hitta begravda skatter och försäljning av en oidentifierbar vätska. Misstanken om att han hade förgiftat hertigen av Savojen ansågs vara för utrikespolitiskt farlig att ta upp, men ledde också till att den första domen, där han dömdes till att bli galärslav, ändrades till livstids fängelse. 
Han fördes till St Andre de Salines i France Comte, där han förbjöds att tala med andra människor i resten av sitt liv. Paret Bachimont fängslades på livstid i St Andre de Salces: de hävdade 1683 att de kände till en konspiration mot kungen, och försökte 1688 fly. Leroy och Chaubossiere avrättades och Dalmas sattes på arbetshus.    